# Yves Saint-Geours
Pour les articles homonymes, voir Saint-Geours.
Yves Saint-Geours, né le 5 février 1953 à Paris, est un diplomate retraité français. Il est président du conseil d'administration de l’Institut Pasteur depuis octobre 2022 et co-président de la commission franco-haïtienne sur la double dette haïtienne, créée en 2025.

## Biographie

### Formation et carrière professionnelle
Yves Saint-Geours naît en 1953, fils de Jean Saint-Geours et frère de Frédéric et Jean-Philippe Saint-Geours. Il est titulaire d'un DEA et agrégé d'histoire.
Il est professeur durant dix ans dans l'enseignement secondaire. De 1985 à 1989, il dirige l'Institut français d'études andines. Il entame ensuite une carrière de diplomate : conseiller de deux ministres des Affaires étrangères, Hervé de Charette et Dominique de Villepin, il est successivement ambassadeur en Bulgarie (2004-2007), au Brésil (2009-2012) et en Espagne (2015-2019). De 2007 à 2009, il est le premier président de l'Établissement public du Grand Palais des Champs-Élysées.
Yves Saint-Geours est membre du Conseil supérieur de la magistrature en tant que personnalité extérieure depuis janvier 2019. Il a également été membre du conseil d'administration du Centre international d'études pédagogiques de novembre 2017 à octobre 2020.
Yves Saint-Geours est président du conseil d'administration de l’Institut Pasteur depuis octobre 2022.

### «Double dette» haïtienne et commission nommée en 2025
Le 17 avril 2025, le président français Emmanuel Macron annonce la création d'une commission mixte co-animée par Yves Saint-Geours et l'historienne haïtienne Gusti-Klara Gaillard, qui serait notamment chargée d'examiner « l'impact » sur Haïti de la « très lourde indemnité financière » imposée par la France à son ancienne colonie en échange de la reconnaissance de son indépendance.

## Publications
- François Chevalier, Yves Saint-Geours, L'Amérique latine de l'Indépendance à nos jours, coll. « Nouvelle Clio », Presses universitaires de France, 1993  (ISBN 978-2-13-045127-3) - nouvelle édition numérique, 2015
- Marie-Danielle Demélas, Yves Saint-Geours, En Amérique du Sud au temps de Bolivar : 1809-1830, coll. « La Vie quotidienne », Hachette, 1987  (ISBN 978-2-01-011463-2)
- Yves Saint-Geours, Le Grand Palais, Monument-Capitale, coll. « Découvertes Gallimard », Gallimard, 2009  (ISBN 978-2-07-036180-9)

## Distinctions
- Chevalier de la Légion d'honneur Il est fait chevalier le 31 décembre 2014[9].
- Officier de l'ordre national du Mérite Il est fait chevalier le 13 novembre 2009[10], puis est promu officier le 29 mai 2019[11].
- Grand-croix de l'ordre national de la Croix du Sud (Brésil)